# Rubem Fonseca
José Rubem Fonseca (Juiz de Fora, 11 maggio 1925 – Rio de Janeiro, 15 aprile 2020) è stato uno scrittore e sceneggiatore brasiliano, vincitore del Premio Camões nel 2003.

## Biografia
Si laureò in Giurisprudenza all'Università Federale di Rio de Janeiro, all'epoca capitale del Brasile.
Dopo essere stato uno dei più brillanti allievi dell'accademia di polizia di Rio, il 31 dicembre 1952 divenne commissario del sedicesimo distretto, intestato a San Cristoforo. Fu esonerato il 6 febbraio 1958. Gli anni nelle favelas permisero a Fonseca di essere lo scrittore brasiliano che di più ha avuto contatti con quel mondo, che ha profondamente influenzato tutta la sua opera e il suo pensiero.
Tra il 1953 e il 1954 era stato più volte presso l'Università di New York, dove si appassionò alla letteratura, attività alla quale si dedicò completamente dopo aver lasciato la polizia.
In quegli anni conobbe lo scrittore connazionale Dalton Trevisan, del quale divenne amico. Si appassionò inoltre al cinema, diventando successivamente sceneggiatore. Lavorò per l'emittente televisiva statunitense Home Box Office, ottenendo visibilità anche per i suoi romanzi.
Rubem Fonseca è morto all'ospedale Samaritano di Rio dopo essere stato colto da un attacco di cuore nel suo appartamento, nel quartiere di Leblon, il 15 aprile 2020, all'età di 94 anni.

## Stile
Le opere di Rubem Fonseca sono scritte con uno stile secco e diretto, tipicamente Neorealistico, e nei suoi romanzi appare spesso solo il lato peggiore degli uomini, descritti come animali violenti che vivono al margine di un mondo fatto di assassini, prostitute e poveri. Per molti critici brasiliani è l'autore contemporaneo che ha meglio reso l'idea della povertà della gente in Brasile per la narrazione distaccata e lo stile crudo.
Il suo interesse per il Neorealismo cinematografico lo ha spinto a diventare anche sceneggiatore di successo a livello nazionale. Il suo doppio contributo al cinema e alla Letteratura gli hanno permesso di ricevere il prestigioso Premio Camões nel 2003 a Rio, diventando il sesto scrittore brasiliano a vincerlo

## Opere
- Os prisioneiros (1963)
- A coleira do cão (1965)
- Lúcia McCartney (1967)
- O homem de fevereiro ou março (1973)
- O caso Morel (1973)
- Feliz Ano Novo (1975)
- O cobrador (1979)
- A Grande Arte (1983)
- Bufo & Spallanzani (1986)
- Vastas emoções e pensamentos imperfeitos (1988)
- Agosto (1990)
- Romance negro e outras histórias (1992)
- O selvagem da ópera (1994)
- O buraco na parede (1995)
- Histórias de amor (1997)
- E do meio do mundo prostituto só amores guardei ao meu charuto (1997)
- A confraria dos espadas (1998)
- O doente Molière (2000)
- Secreções, excreções e desatinos (2001)
- Pequenas criaturas (2002)
- Diário de um fescenino (2003)
- 64 Contos de Rubem Fonseca (2004)
- Mandrake, a bíblia e a bengala (2005)
- Ela e outras mulheres (2006)
- O romance morreu (2007)

### Edizioni italiane
- Agosto (Agosto, 1990) (il Saggiatore, collana Scritture, 1998)
- Romanzo Nero (Romance negro e outras histórias, 1992) (Robin Edizioni, collana Libri Neri, 2000)
- Vaste emozioni e pensieri imperfetti (Vastas emoções e pensamentos imperfeitos, 1988) (il Saggiatore, collana Scritture, 2000)
- Bufo & Spallanzani (Bufo & Spallanzani, 1986) (Tropea, collana Le Gaggie, 2003)
- Diario di un libertino (Diário de um fescenino) (Edizioni dell'Urogallo, 2012)
- E nel mezzo del mondo prostituto, solo amore pel mio sigaro ho tenuto (E do meio do mundo prostituto só amores guardei ao meu charuto, 1997) (Edizioni dell'Urogallo, 2012)
- Il Seminarista (Edizioni dell'Urogallo, 2013)
- Mandrake, la Bibbia e il bastone (Mandrake, a bíblia e a bengala, 2005) (Edizioni dell'Urogallo, 2013)
- Il caso Morel (O caso Morel, 1973) (Fazi Editore, 2023)

## Riconoscimenti

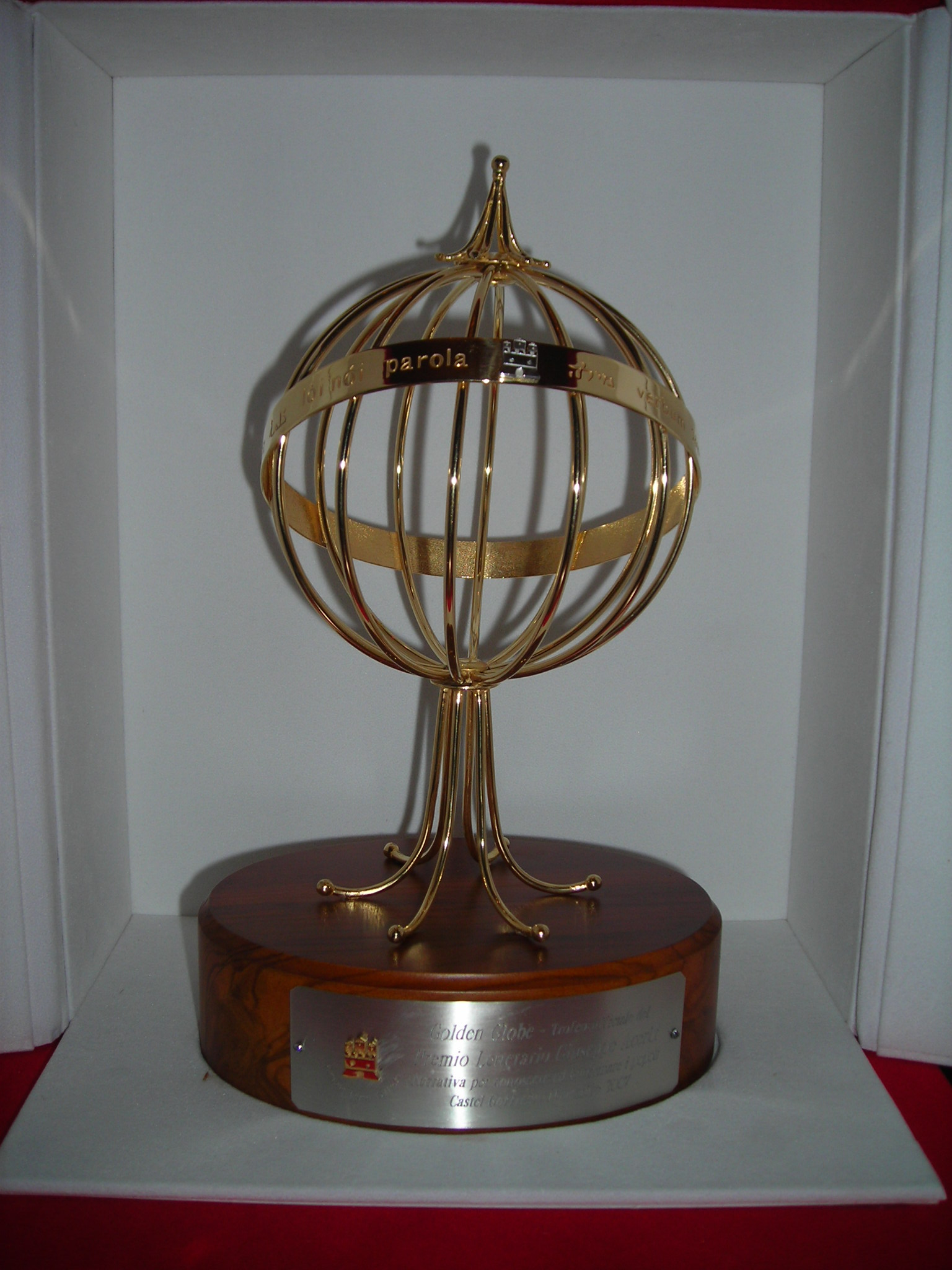
Premio letterario Giuseppe Acerbi.

- 1995 – Premio letterario Giuseppe Acerbi per il romanzo Vaste emozioni e pensieri imperfetti.
- 2012 – Premio Iberoamericano de Narrativa Manuel Rojas[2].